# Эффенбергер, Вратислав
Вратислав Эффенбергер (чеш. Vratislav Effenberger; 22 апреля 1923, Нимбурк, Чехословакия — 10 августа 1986, Прага, Чехословакия) — чешский сюрреалист, писатель, театральный и литературный критик, журналист и теоретик литературы. Один из ведущих представителей чехословацкого сюрреализма.

## Биография
В 1938-1939 годах окончил Английский институт. Затем обучался в средней технической школе, где в 1944 году получил аттестат зрелости. После войны изучал химию в Высшей школе химико-технологического инженерного дела, а также начал изучать историю искусства и эстетику на философском факультете Карлова университета, однако в 1948 году был отчислен (завершил образование только в 1960-х годах).
С 1946 года работал в Чехословацком киноинституте, откуда был уволен в 1954 году. Затем работал в Научно-исследовательском институте пивоварения и солодования, но в 1958 году вынужден был уйти и оттуда. Вплоть до 1966 года работал рабочим на подземной газификации угля в Бржезно под Хомутовом.
С 1966 года работал в Философском институте Чехословацкой академии наук, где получил степень кандидата наук, однако в 1970 году был уволен по политическим мотивам. В 1971-1977 годах работал переводчиком в Пражской информационной службе. В 1977 году подписал оппозиционную петицию Хартия 77 и после этого мог работать только чернорабочим. При этом с 1977 года находился на пенсии по инвалидности.

## Творчество
Уже в начале 1950-х годов он был близок к сюрреализму, публикуясь в сборниках «Знаки зодиака» (Znamení zvěrokruhu) и «Объект» (Objekt). В 1960-е годы стал ведущей фигурой Сюрреалистической группы в Чехословакии, проявив себя как в теоретической, так и в организационной работе. В 1969 году редактировал сюрреалистический журнал «Аналогон» (Analogon). Тогда вышел только первый номер, ещё два были подготовлены в рукописи. Издание «Аналогона» возобновилось только после падения коммунистического режима — с 1991 по 2018 год вышло 86 номеров. Около 1968 года публиковался во многих газетах и журналах, посвящённых литературе, театру и изобразительному искусству. Однако большая часть его произведений выходила только в самиздате или остаётся неопубликованной в виде рукописей.
Изданные произведения
- Анри Руссо (Henri Rousseau), Прага, 1963 — монография
- Реальность и поэзия (Realita a poezie), Прага, 1969
- Изобразительные проявления сюрреализма (Výtvarné projevy surrealismu), Odeon, Прага, 1969
- Развитие театральных стилей (Vývoj divadelních slohů), 1972, самиздат — печатное издание
- Жестокость жизни и цинизм фантазии (Surovost života a cynismus fantasie), издательство '68 Publishers, Торонто, 1984; Прага, 1991 — киносценарии
- Охота на чёрную акулу (Lov na černého žraloka), Мюнхен, 1987 — стихи
- Стихи 1 (Básně 1), Torst, Прага, 2004 — стихи
- Стихи 2 (Básně 2), Torst, Прага, 2007 (фактически 2010) — стихи
- Бичи совести (Biče svědomí, совместно с Эвой Шванкмайеровой), Dybbuk, Прага, 2010 — проза
- Республику и яички (Republiku a varlata), Torst, Прага, 2013 — эссе
- Пощёчины любопытным (Pohlavky pro zvědavé), Dybbuk, Прага, 2022 — избранные стихи

Рукописи
- В скобках указан предположительный год создания.
- Сюрреалистическая поэзия (Surrealistická poezie, 1969)
- Модели и методы (Modely a metody, 1969)
- Сокровище видения. Исследования по истории современного изобразительного искусства (Poklad vidění. Studie z vývojových dějin moderního výtvarného umění, 1970)
- Карел Тейге (Karel Teige, 1970)
- Карел Гавличек (Karel Havlíček, 1971)
- Образ и слово (Obraz a slovo, 1971)
- Освобождённый театр (Osvobozené divadlo, 1972–73)
- Карол Барон (Karol Baron, 1977)
- Видение и воображение (Vidění a imaginace, 1977)

Сборники
- Большинство этих сборников относится к самиздатовской литературе.
- Знаки зодиака (Znamení zvěrokruhu, 1951)
- Объекты I–V (Objekty I.–V., 1953–1962)
- Беседы об искусстве и поэзии (Rozhovory o umění a poezii, 1951–1965)
- Сюрреалистическая исходная точка 1938–1968 (Surrealistické východisko 1938–1968, 1969)
- Интерпретационные игры (Interpretační hry, 1971–75)
- Принцип аналогии (Princip analogie, 1975)
- Страх (Strach, 1978)
- Сфера сна (Sféra snu, 1983)
- Обратная сторона зеркала (Opak zrcadla, 1983)
- Метаморфозы юмора (Proměny humoru, 1984)

Помимо этих работ, вышло множество его статей в журналах и газетах. Некоторые произведения были конфискованы Государственной безопасностью (StB) и уничтожены. Он подготовил к изданию произведения Карела Тейге, Карела Гинка и Збынека Гавличека.

## Кино
- 2018 Вратислав Эффенбергер или Охота на черную акулу, документальный фильм, 85 мин., режиссер Дэвид Джараб[7].